# Ernst Kuhn
Ernst Wilhelm Adalbert Kuhn (7. februar 1846 i Berlin — 21. august 1920 i München) var en tysk orientalist, søn af Adalbert Kuhn.
Kuhn studerede i Berlin og Tübingen, docerede fra 1871 i Halle og Leipzig, blev 1875 professor i Heidelberg i sanskrit og sammenlignende sprogvidenskab, 1877 professor i sanskrit i München. 
Ernst Kuhn har skrevet vigtige arbejder om pali, om singhalesisk, om de østasiatiske sprog, med mere. 
Efter faderens død overtog han sammen med Johannes Schmidt redaktionen af Zeitschrift für vergleichende Sprachforschung. Endvidere har han udgivet Wissenschaftliche Jahresberichte über die morgenländische Studien (1879ff.), Literatur-Blatt für orientalische Philologie, sammen med Johannes Klatt (4 bind, 1883—88) og Orientalist Bibliographie (fra 6. bind, 1893 ff.). Også til Orientens kulturhistorie har han leveret vigtige bidrag.